# 臨川寺 (関市)
臨川寺（りんせんじ）は岐阜県関市小屋名にある黄檗宗の寺院。山号は万亀山。

## 歴史
岐阜県最古の黄檗宗寺院で中濃八十八ヶ所霊場十七番札所である。
元和3年（1617年）、小屋名村の豪族であった亀山雅利(喜多嶋惣右衛門雅利)が臨済宗の寺院として設けた。
万治3年（1660年）に亀山雅親と今井宇左衛門が潮音道海を招いて黄檗宗の寺院に改宗した。この際に中興開山として隠元隆琦を勧請している。
弘化元年（1844年）祝融の災いに遭い堂宇を焼失するが、安政元年（1854年）に十二世の指月和尚が再建を果たしている。
末寺の常楽寺が無住となり管理者がいないため、所蔵していた重要文化財の木造菩薩像(岐阜県博物館寄託)や地蔵菩薩像、阿弥陀如来像が移されている。

## 文化財

### 重要文化財
- 木造菩薩坐像二躯　岐阜県博物館寄託

### 岐阜県指定文化財
- 木造釈迦如来坐像　岐阜県博物館寄託